# Scaphiopus
Genre
Scaphiopus est un genre d'amphibiens de la famille des Scaphiopodidae.

## Répartition
Les 3 espèces de ce genre se rencontrent dans le nord du Mexique et dans le Sud et l'Est des États-Unis.

## Liste d'espèces
Selon Amphibian Species of the World (22 avril 2013) :
- Scaphiopus couchii Baird, 1854
- Scaphiopus holbrookii (Harlan, 1835)
- Scaphiopus hurterii Strecker, 1910

## Publication originale
- Holbrook, 1836 : North American herpetology, or, A description of the reptiles inhabiting the United States, vol. 1, p. 1-120 (texte intégral).